# 천신이
천신이(陈欣怡, 1998년 1월 2일 ~ )는 접영을 주종목으로 하는 중국의 수영 선수이다. 2014년 인천 아시안 게임에서 3관왕을 차지했다.